# École normale supérieure de Yaoundé
Pour les autres articles nationaux ou selon les autres juridictions, voir École normale supérieure.
L'École normale supérieure de Yaoundé (ENS de Yaoundé) est un établissement d'enseignement supérieur rattaché à l'université de Yaoundé I au Cameroun et chargé de former des enseignants et professeurs de lycées et collèges de l'enseignement secondaire général, des professeurs de l'enseignement normal et des conseillers d’orientation scolaires et professionnels.

## Histoire
Créée par décret le 3 septembre 1961

## Organisation
L'École normale supérieure était composée jusqu'en décembre 2010 (date de la création de l'université de Bamenda à laquelle est désormais rattachée l'annexe de Bambili) d'un campus principal situé à Yaoundé sur le plateau Ngoa-Ekellé et d'une annexe à Bambili. 

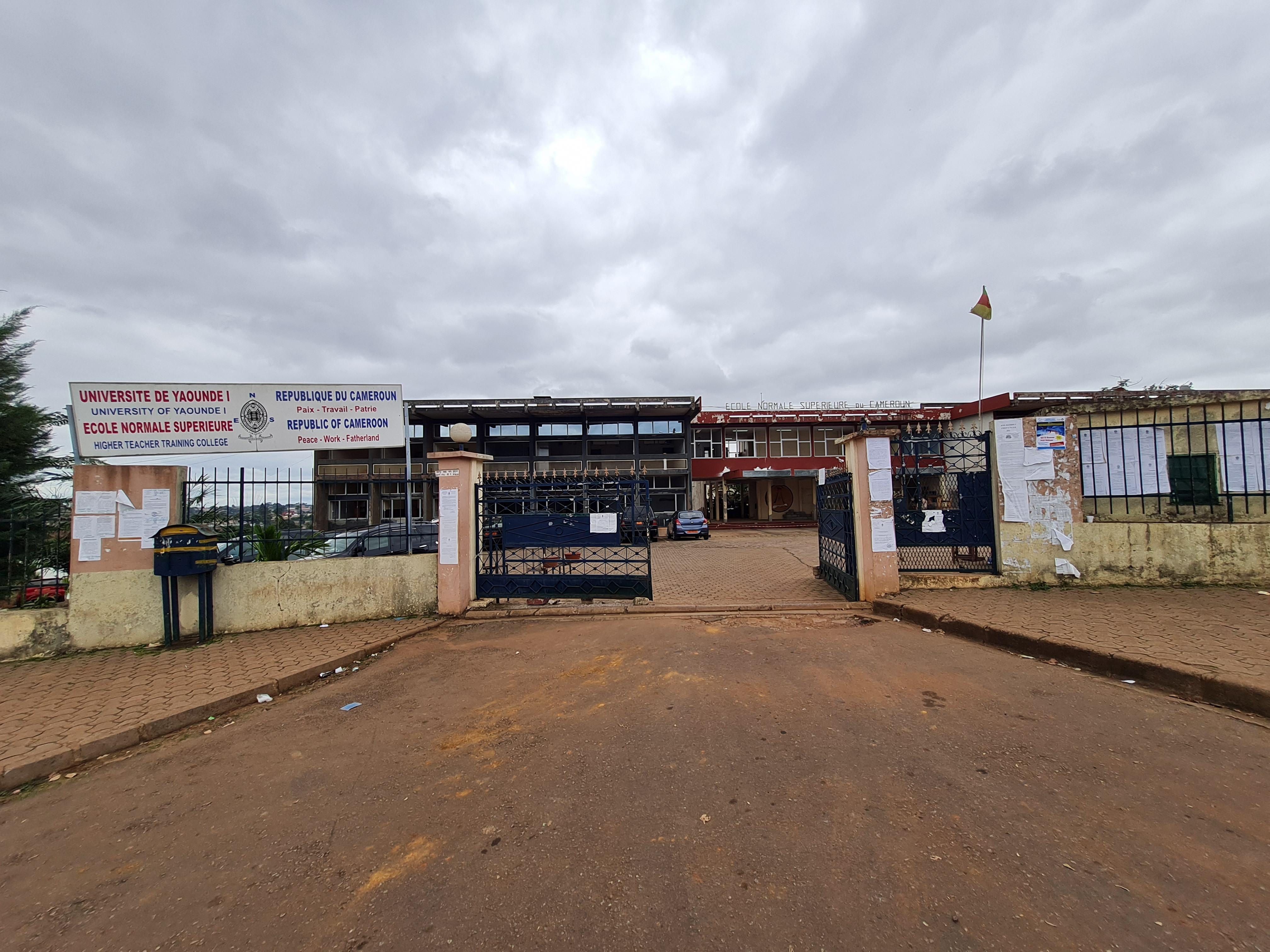
Campus de l'ENS de Yaoundé

Depuis décembre 2010, l'ENS de Yaoundé ne comprend plus que le campus de Yaoundé. Elle comprend 2 cycles : le premier dure trois ans et est ouvert aux titulaires du baccalauréat, tandis que le second cycle dure deux ans et est ouvert aux titulaires de licences.
À l'issue du premier cycle, les lauréats sont professeurs de collège de l'enseignement secondaire (PCEG) et habilités à enseigner de la 6e en 3e.
À l'issue du second cycle, les lauréats sont soit professeurs de lycée de l'enseignement secondaire (PLEG) et habilités à enseigner de la 6e en Terminale, soit professeurs des écoles normales d'instituteurs, soit conseillers d'orientation.
En 2006, l'ENS de Yaoundé comptait 3 039 étudiants et l'antenne de Bambili 1 662 étudiants.

## Personnalités liées
- Marie Cathérine Abena, femme politique

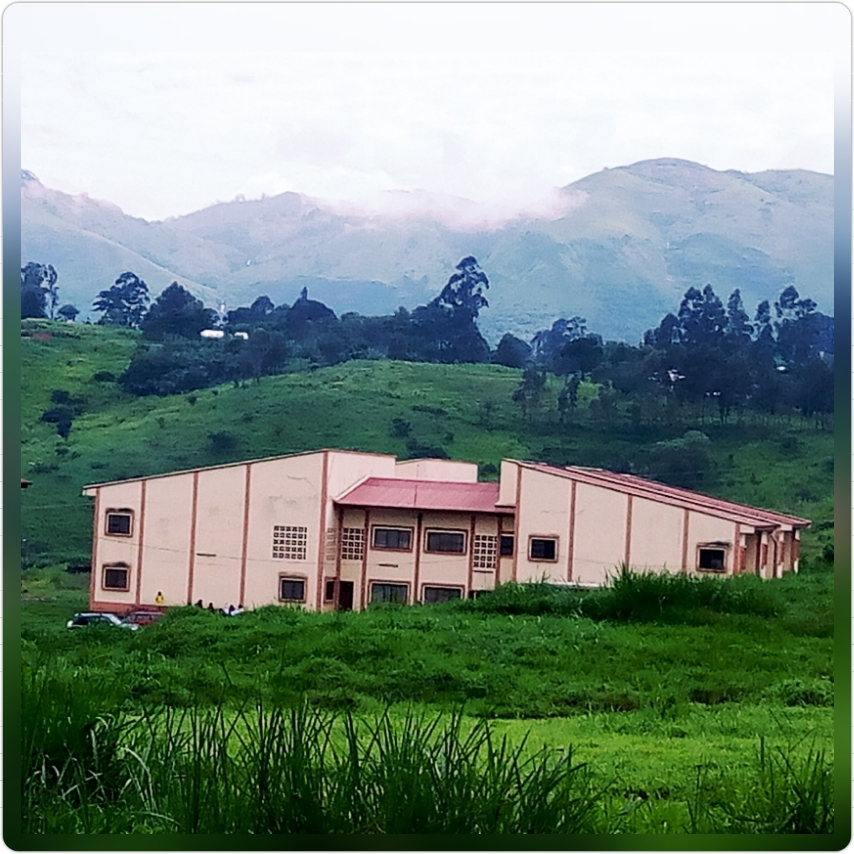
Bambili